# Dicranomyia (Neoglochina) praeclara
Dicranomyia (Neoglochina) praeclara is een tweevleugelige uit de familie steltmuggen (Limoniidae). De soort komt voor in het Neotropisch gebied.